# Респіратор N95

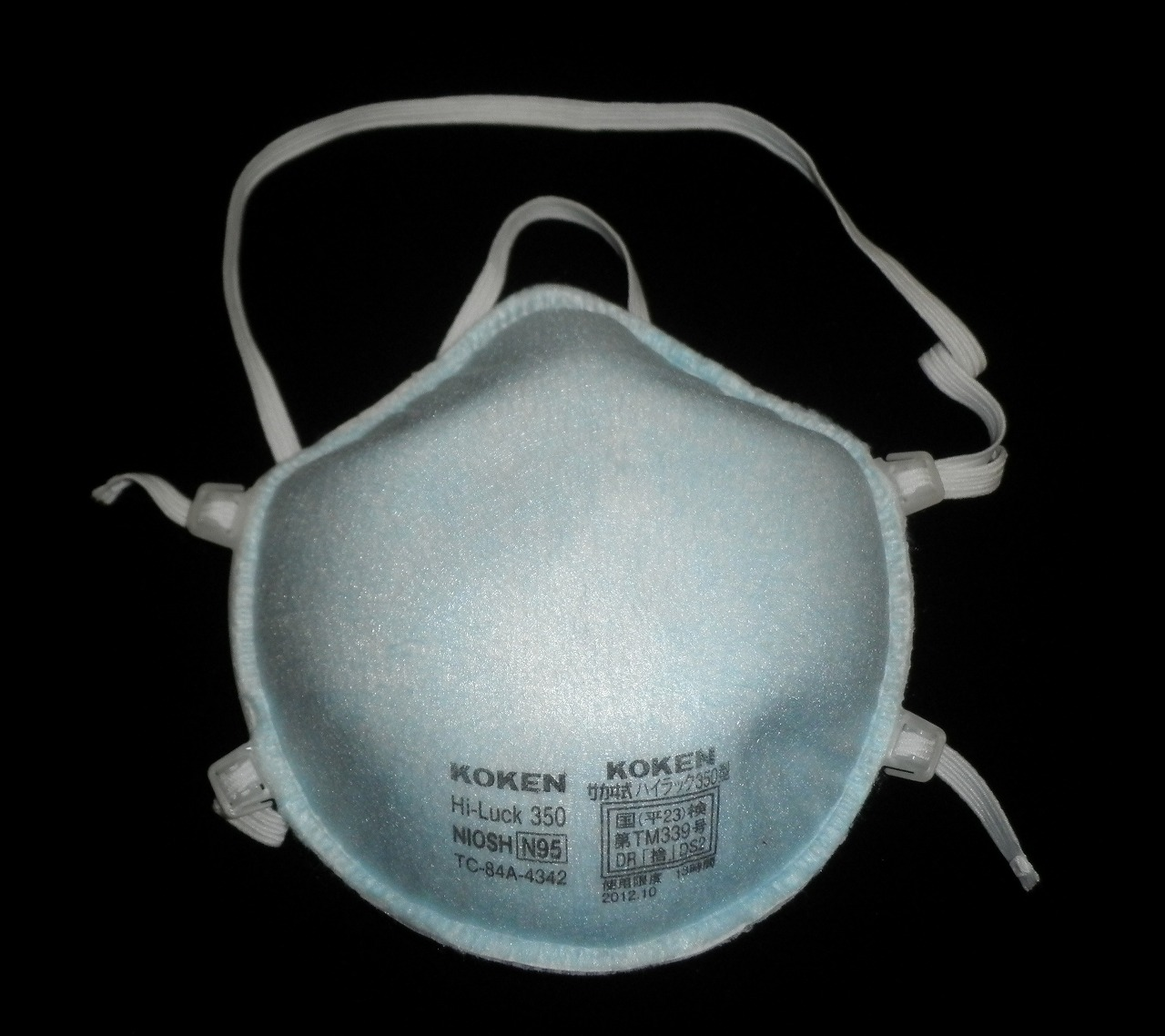
Респіратор N95

Респіратор N95 — респіратор зі здатністю вловлювання твердих частинок, котрий відповідає стандарту фільтрації повітря N95 Національного інституту безпеки та гігієни праці США (NIOSH).
Це означає, що не менше 95 % частинок з повітря розміром понад 0,3 мкм, затримуються фільтром. Літера N вказує на те, що респіратор, на відміну від маски Р95, не стійкий до маслянистих аерозолів. Він найчастіше використовуваний респіратор із фільтруванням твердих частинок, із семи рівнів американської класифікації. Такий тип респіратора захищає від частинок, але не від газів чи парів.
Респіратори N95 вважаються функціонально відповідними деяким респіраторам, які застосовуються в інших країнах за межами США, наприклад респіратори FFP2, котрі відповідають європейському стандарту, та маски KN95 з Китаю. Однак для сертифікації їх придатності використовуються відмінні критерії, наприклад дієвість фільтра, тестове середовище та швидкість потоку, і навіть допустимий перепад тиску.
Респіратор N95 складається, серед іншого, із дрібної сітчастої мережі синтетичних полімерних волокон, нетканого матеріалу з поліпропілену, який утворює внутрішній фільтрувальний шар, що затримує частинки. Цей нетканий фільтр виготовляється за допомогою процесу видування з розплавленої речовини — видозміненого способу прядіння з розплаву.

## Історія
У 1970-х роках Гірничодобувне управління та NIOSH у Сполучених Штатах, заснували американські стандарти для одноразових масок щодо твердих частинок. Першу маску N95 (одноразову, для захисту від пилу) було розроблено технологічної групою 3M і схвалено 1972 року.
1992 року, тайвансько-американський матеріалознавець Пітер Цай та його команда з Університету Теннессі, винайшли фільтр N95. Новий матеріал містить як позитивні, так і негативні заряди, які здатні притягувати такі частинки, як пил, бактерії та віруси. Фільтр може зупинити щонайменше 95 відсотків частинок за допомогою поляризації, доти як частинки зможуть пройти крізь маску. Технологія була запатентована в США 1995 року і незабаром була використана для виробництва респіраторів N95. Вони схвалені для захисту органів дихання від пилу (зокрема вугільного, бавовняного, алюмінієвого, пшеничного та залізного, що утворюється переважно від розпаду твердих частинок під час промислових процесів, як-от: подрібнення, шліфування, дроблення та обробка мінералів чи інших матеріалів) і випарів на основі нежирної рідини. Спочатку розроблена як пилозахисний респіратор/маска для промислового використання, вона все частіше застосовувалася в охороні здоров'я для захисту від інфекцій у 1990-х роках.

## Мета використання
Для прикладу, у Сполучених Штатах Управління з безпеки та гігієни праці (OSHA) вимагає, щоби медичні працівники які, наприклад, доглядають пацієнтів з COVID-19 або з підозрою на нього, носили респіратори, як от N95.
Перевірка прилягання респіратора є важливою складовою програми тестування респіраторів, коли співробітники використовують респіратори, які повинні щільно прилягати. OSHA вимагає первинної перевірки респіраторів на придатність для визначення правильної моделі, стилю та розміру для кожного працівника, а також щорічних перевірок придатності. Крім того, респіратори, котрі щільно прилягають, зокрема N95, вимагають простої перевірки прилягання користувачем щоразу, коли вони надягаються.

## Правильне надягання респіратора N95
Оскільки немає двох однакових облич, було створено понад 20 різновидів масок N95, щоби забезпечити якнайкращу посадку та непроникність для кожного користувача. Вони сумісні з різними захисними окулярами та засобами захисту органів слуху. Респіратори повинні мати регульований затискач для носа, який зменшує запотівання, що виникає під час носіння захисних окулярів, і допомагає забезпечити покращене прилягання та посадку. Конструкція з двома пасками забезпечує надійне прилягання.
- Переконайтеся, що ваші руки стерильні або ретельно вимиті.

- Потім притуліть носовий затискач над носом, і впевніться що всі частини респіратора закривають рот і ніс. Зігніть носовий затискач так, щоби він був повністю закріплений.

- Візьміть два розтяжні паски і надіньте їх на праве та ліве вухо. Існує також маска N95 з ремінцем (-ями), який закріплюється навколо потилиці.

- Перевірте і затягніть маску, поки вона не торкнеться підборіддя.

- Переконайтеся, що респіратор N95 повністю притулений до обличчя і під ним немає отворів.

- Маска не повинна торкатися бороди, через те що це може призвести до проникності маски і відкриття проходу для брудного повітря.[10]

## Використання за надзвичайних подій
У надзвичайних становищах, коли не вистачає лицевих респіраторів N95, за таких подій, як наприклад пандемія COVID-19, Центри з контролю та профілактики захворювань

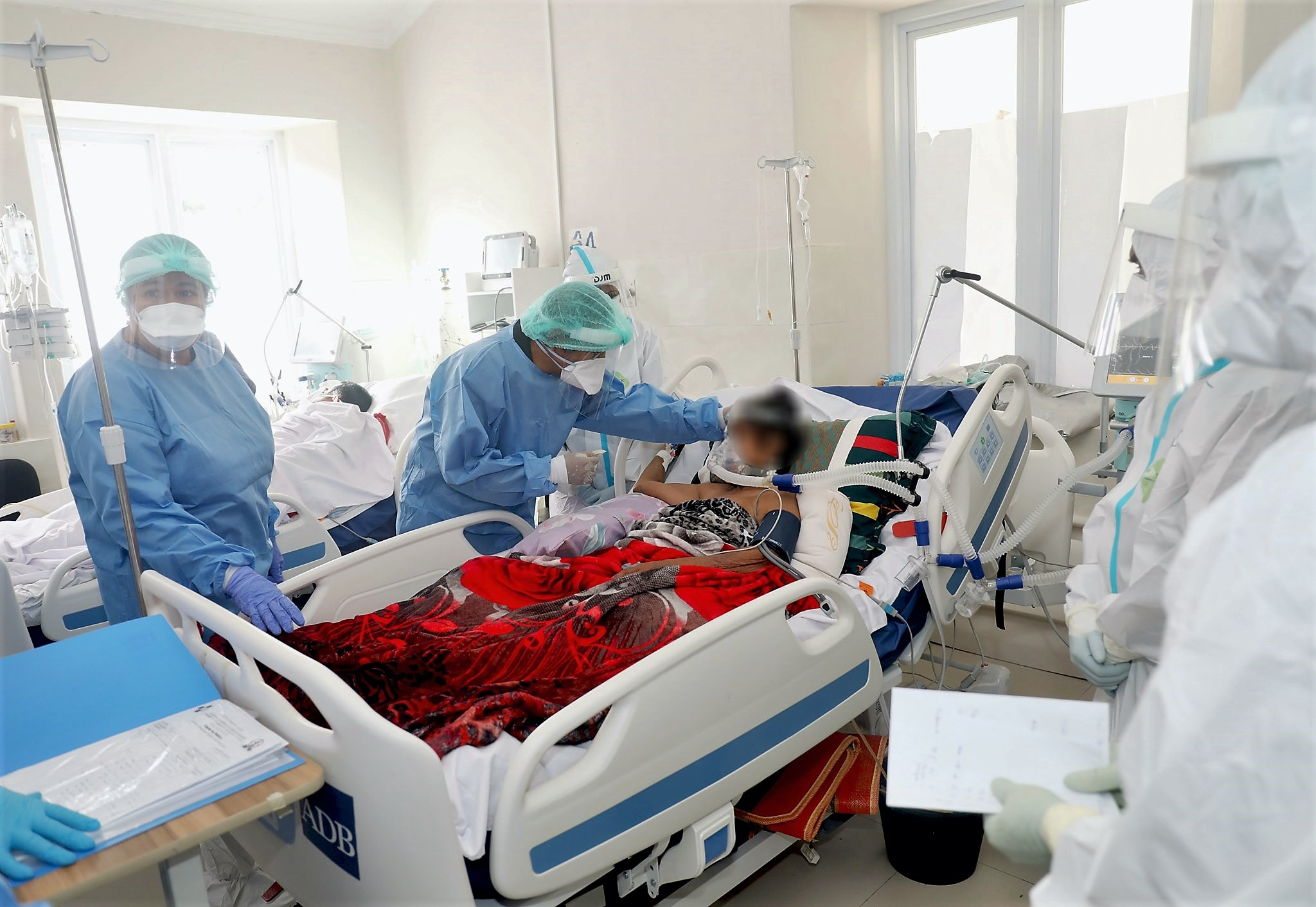
2021-09-18 Лікування людей хворих на COVID-19 у Східному Тиморі.

(CDC) рекомендували способи оптимізації їх використання в американській охороні здоров'я. Респіратори N95 дозволено застосовувати понад рекомендований час носіння, встановлений виробником, хоча такі складники виробу, як тримальні паски та матеріал перенісся, будуть зношуватися, що може вплинути на якість прилягання й непроникність. Очікується, що перед використанням користувач проведе пробу на придатність. Також можна застосовувати респіратори, схвалені відповідно до стандартів інших країн і подібні респіраторам N95, схваленим NIOSH, зокрема респіратори FFP2 і FFP3, схвалені Європейським Союзом. Респіратори N95 можна використовувати повторно після припинення носіння, але кількість подальших застосувань обмежена. Водночас, маска не повинна зазнавати впливу аерозолів і не може бути забрудненою біологічними (тілесними) рідинами пацієнта. Багаторазове використання збільшує ризик контакту з поверхнею амінування збудниками. Виробник респіратора може радити найбільш допустиму кількість використань. Якщо настанови виробника недоступні, радять обмежити використання до п'яти застосувань для одного виробу, щоби забезпечити розумний запас міцності. Випробування респіраторів N95, передбачають нагрівання при 71 °C протягом 48 годин, тож дезінфекція за такої температури, також можлива без пошкодження виробу.

### Чергування респіраторів N95
Цей спосіб передбачає застосування певної кількості масок N95 (Американський коледж хірургів радить до 7) і чергування їх використання день у день, що дозволяє їм сохнути досить довго, аби вірус перестав бути життєздатним. За словами доктора Пітера Цая, винахідника фільтрувального матеріалу, котрий міститься в респіраторах N95 ― «Поліпропілен, є гідрофобним і не утримує вологи. Для вірусу COVID-19, потрібен господар, щоби існувати: він може вижити на металевій поверхні до 48 годин, на пластику до 72 годин та на картоні до 24 годин. Коли захисний респіратор/маска для обличчя сохнутиме 3-4 дні, вірус не виживе».
Відповідно до висновків NIOSH, фільтрувальні маски серії N, R і P рекомендуються для концентрацій небезпечних частинок, які перевищують межі професійного впливу, але нижче рівня, безпосередньо небезпечного для життя або здоров'я. Проти небезпечних для очей речовин, радять мати респіратор, оснащений повним прозорим щитком, шоломом або каптуром. Їх не варто застосовувати під час гасіння пожежі, за умов нестачі кисню або в невідомому середовищі, оскільки в таких випадках треба використовувати автономний дихальний апарат. Їх заборонено застосовувати також з небезпечними газами або парами, для яких призначено протигаз чи респіратор з картриджем.

## Можливі побічні наслідки використання
Скупчення вуглекислого газу в повітрі, що вдихається, може перевищувати гранично допустиму концентрацію на робочому місці і викликати головні болі, дерматит або акне, якщо маска N95 носиться протягом тривалого часу.